# The More Things Change...
The More Things Change... è il secondo album in studio del gruppo musicale statunitense Machine Head, pubblicato il 25 marzo 1997 dalla Roadrunner Records.
Si tratta dell'ultimo album con Logan Mader, che lascerà la band a causa di divergenze artistiche.

## Tracce
1. Ten Ton Hammer – 4:15
2. Take My Scars – 4:20
3. Struck a Nerve – 3:34
4. Down to None – 5:28
5. The Frontlines – 5:51
6. Spine – 6:38
7. Bay of Pigs – 3:46
8. Violate – 7:20
9. Blistering – 4:59
10. Blood of the Zodiac – 6:38

Tracce bonus nell'edizione digipack
1. The Possibility of Life's Destruction – originariamente dei Discharge
2. My Misery
3. Colors – originariamente di Afrika Islam e Ice-T

## Formazione
- Robert Flynn – voce, chitarra
- Logan Mader – chitarra
- Adam Duce – basso
- Dave McClain – batteria